# العلاقات اليمنية الكينية
العلاقات اليمنية الكينية هي العلاقات الثنائية التي تجمع بين اليمن وكينيا.

## مقارنة بين البلدين
هذه مقارنة عامة ومرجعية للدولتين:
| وجه المقارنة                                              | اليمن         | كينيا                         |
| --------------------------------------------------------- | ------------- | ----------------------------- |
| المساحة (كم2)                                             | 555.00 ألف    | 581.31 ألف                    |
| عدد السكان (نسمة)                                         | 28.25 مليون   | 48.47 مليون                   |
| الكثافة السكانية (ن./كم²)                                 | 50.9          | 83.38                         |
| العاصمة                                                   | صنعاء، عدن    | نيروبي                        |
| اللغة الرسمية                                             | اللغة العربية | اللغة السواحلية، لغة إنجليزية |
| العملة                                                    | ريال يمني     | شيلينغ كيني                   |
| الناتج المحلي الإجمالي (بليون دولار)                      | 18.21 مليار   | 74.94 مليار                   |
| الناتج المحلي الإجمالي (تعادل القوة الشرائية) بليون دولار | 75.69 مليار   | 142.24 مليار                  |
| الناتج المحلي الإجمالي الاسمي للفرد دولار أمريكي          | 1.41 ألف      | 1.38 ألف                      |
| الناتج المحلي الإجمالي للفرد دولار أمريكي                 |               | 2.95 ألف                      |
| مؤشر التنمية البشرية                                      | 0.498         | 0.548                         |
| رمز المكالمات الدولي                                      | +967          | +254                          |
| رمز الإنترنت                                              | .ye           | .ke                           |
| المنطقة الزمنية                                           | ت ع م+03:00   | ت ع م+03:00                   |

## منظمات دولية مشتركة
يشترك البلدان في عضوية مجموعة من المنظمات الدولية، منها:
| علم المنظمة | اسم المنظمة                                                | تاريخ انضمام اليمن | تاريخ انضمام كينيا |
| ----------- | ---------------------------------------------------------- | ------------------ | ------------------ |
|             | يونسكو                                                     | 2 أبريل 1962       | 7 أبريل 1964       |
|             | مؤسسة التمويل الدولية                                      | 22 مايو 1970       | 3 فبراير 1964      |
|             | المركز الدولي لتسوية المنازعات الاستشارية                  | 20 نوفمبر 2004     | 2 فبراير 1967      |
|             | منظمة حظر الأسلحة الكيميائية                               | ?                  | ?                  |
|             | مؤسسة التنمية الدولية                                      | 22 مايو 1970       | 3 فبراير 1964      |
|             | وكالة ضمان الاستثمار متعدد الأطراف                         | 12 مارس 1996       | 28 نوفمبر 1988     |
|             | الاتحاد البريدي العالمي                                    | ?                  | ?                  |
|             | الاتحاد الدولي للاتصالات                                   | 1931               | 11 أبريل 1964      |
|             | منظمة الشرطة الجنائية الدولية                              | ?                  | ?                  |
|             | الأمم المتحدة                                              | 30 سبتمبر 1947     | 16 ديسمبر 1963     |
|             | البنك الدولي للإنشاء والتعمير                              | 3 أكتوبر 1969      | 3 فبراير 1964      |
|             | العملية المشتركة للاتحاد الأفريقي والأمم المتحدة في دارفور | ?                  | ?                  |

## وصلات خارجية
- موقع وزارة الخارجية الكينية